# Józef Dowbor-Muśnicki
Józef Dowbor-Muśnicki (25. října 1867, Stary Garbów – 26. října 1937, Batorowo, Polsko) byl polský generál.

## Život
Začal studovat na gymnáziu v Radomi, ale v roce 1881 přešel na vojenskou školu v Petrohradu. V roce 1888 se stal podporučíkem Ruské armády. V letech 1889 až 1902 navštěvoval akademii generálního štábu v Petrohradě. Roku 1914 byl povýšen na plukovníka. Za první světové války nejprve byl náčelníkem štábu divize pěchoty. V roce 1916 velel 138. pěší divizi, poté v roce 1917 velel 38. armádnímu sboru. Byl povýšen na generálporučíka, v červenci roku 1917 se stal velitelem polského I. sboru. Později roku 1919 byl velitelem Velkopolské armády. Na jaře roku 1919 byl povýšen na generála zbraní. V roce 1920 byl přeložen do rezervy. Zemřel v roce 1937.

## Vyznamenání
- Řád sv. Stanislava 3. stupeň s meči a lukem, 1905
- Řád sv. Anny 4. stupeň, 1905
- Řád sv. Stanislava 2. stupeň s meči, 1905
- Řád sv. Anny 3. stupeň s meči a lukem, 1905
- Řád sv. Vladimíra 4. stupeň s meči a lukem, 1906
- Řád sv. Anny 2. stupeň s meči, 1906
- Řád sv. Vladimíra 3. stupeň s meči a lukem, 1913
- Řád sv. Jiří, 3. třída, 1915
- Řád Koruny italské, 3. třída (Itálie)
- Řád lázně, (Velká Británie)
- Zlatý meč sv. Jiří, 1915
- Kříž svobody, 2. třída (Estonsko)
- Vojnový kříž, 2. třída (Lotyšsko)
- Řád dvojího draka, 3. třída (Čína)